# ピカイチ
『ピカイチ』は、1999年10月3日から2001年9月30日まで日本テレビで放送されていたバラエティ番組である。放送時間は毎週日曜 12:00 - 13:00 （日本標準時）。

## 概要
番組は、KinKi Kidsの堂本光一が毎回様々な資格（小型船舶操縦士、そば打ち名人など）の取得に挑戦していた「資格ゲッターピカイチ」をメインコーナーとして放送。他にも、堂本演じる謎のプロデューサー「頭光」（あたまひかる）のプロデュースのもと、当時関西ジャニーズJr.のメンバーだった横山裕、渋谷すばる、村上信五が「2000年 ニューヨーク公演」を目指し、エンターティナーとしての一芸を身につけていく「プロジェクトH」、仙人に扮した関根勤の司会のもと、三日月の被り物を身につけた堂本と横山たちが4人で早口言葉などのゲームに挑む「ムーンブラザーズ」、お笑いコンビ・エネルギーとのトークコーナー「光エネルギー」、視聴者投稿コーナーなどがあった。

## 出演者
括弧内の肩書・所属は放送当時のもの。★印のある人物は、『KinKi KidsのGyu!』からの続投。
- 堂本光一（KinKi Kids）★ - 堂本が本番組で取得した資格については堂本光一#取得資格を参照。
- 関根勤★
- 藤崎奈々子★
- 山川恵里佳
- 吉井怜 - 2000年7月をもって降板。
- 三津谷葉子 - 2000年8月から出演。
- 福井裕佳梨 - 2000年10月から出演。
- 森一弥（エネルギー）★
- 平子悟（エネルギー）★
- 矢島学（日本テレビアナウンサー） - 「資格ゲッターピカイチ」のリポーターを務めていた。
- 横山裕（関西ジャニーズJr.）
- 渋谷すばる（関西ジャニーズJr.）
- 村上信五（関西ジャニーズJr.）
- 生田斗真（ジャニーズJr.）

## ナレーター
- 中村秀利
- 木藤聡子

## スタッフ
- 構成：海老克哉、川崎良、下等ひろき（加藤裕己）、三木敦、塚本紀子、桜井慎一
- トランキライザー：町山広美
- SW：望月達史、村上新郷
- カメラ：水梨潤、茅野竜徳、遠藤文章
- 音声：山口裕司、吾妻光良、鈴木詳司
- 照明：松本章子
- 映像調整：熨斗賢司、八木一夫、室田孝昭、新名大作
- ロケ技術：日本テレビビデオ
- 美術：小野寺一幸、林健一
- デザイン：高野雅裕
- タイトル：守屋健太郎
- アニメーション：toon G.
- ロゴデザイン：寄藤文平
- CG：ニック・スミス
- VTR編集：原田裕文・畠山和枝（ギヴアンドテイク）
- MA：森司朗・村尾博一（ギヴアンドテイク）
- 音効：佐藤裕二
- TK：福岡由紀
- 広報：河村良子（初回 - 2000年6月）、神山喜久子（2000年7月 - ）
- AP：関根崇史、村上早苗
- ディレクター：佐々木俊勝、当麻康夫、太田智、井上芳朗、野々川義洋、藤原耕治、滝沢純一
- 演出：南波昌人、浪岡厚生
- プロデューサー：関根崇史、岩見ゆう子、森下典子
- 演出・プロデューサー：三枝孝臣
- チーフプロデューサー：増田一穂（初回 - 2001年3月）、大澤雅彦（2001年4月 - ）
- 美術協力：日本テレビアート
- 協力：ジャニーズ事務所
- 制作協力：THE WORKS、E Company、日本テレビエンタープライズ
- 製作・著作：日本テレビ

## 備考
2000年9月までは、スカイパーフェクTV!のCS★日テレでも日本テレビとの同時ネットが行われていた。
また、系列局の中京テレビも2000年9月までは日本テレビとの同時ネットを行っていたが、同年10月をもって本番組を日曜0:50枠（土曜24:50枠）へ移し、日曜12:00枠を『雷波少年』と『進ぬ!電波少年』の遅れネット枠に切り替えた。